# Justitiemord
Justitiemord är en term som idag vanligen används för att beteckna en situation då en person oskyldigt dömts för ett allvarligt brott. Från början avsågs endast de fall, då någon felaktigt hade dömts till döden, och således hade mördats av rättsväsendet, men i överförd bemärkelse avses numera samtliga fall där någon har blivit dömd felaktigt till ett kännbart straff.
En annan, dock ovanligare, definition är att det är en situation där ett korrupt eller korrumperat rättsväsen dömer och straffar en oskyldig fiende för att försöka oskadliggöra denne. Enligt denna definition möjliggörs justitiemord genom bristande rättssäkerhet. Det förekommer regelmässigt i auktoritära stater, men är per definition ovanligt i fungerande demokratier.[källa behövs]

## Kända fall
Kring faktiska och förmodade justitiemord uppstår ofta starka kontroverser. Följande lista innehåller fall som kallats justitiemord.
- Haymarketmassakern (USA, 1880-talet)
- Alfred Dreyfus (Frankrike, ca. 1900)
- Joe Hill (USA, avrättad 1915)
- Sacco och Vanzetti (USA, 1920-talet)
- Moskvarättegångarna (Sovjetunionen, 1930-talet)
- Timothy Evans (Storbritannien, avrättad 1950)
- Steven Truscott (Kanada, dömd 1959)
- Da Costa-fallet (Sverige, 1980-talet)
- Fallet Kevin (Sverige, 1998)
- Joy Rahman (Sverige, dömd 1994)
- Sture Bergwall (Sverige)
- Södertäljefallet (Sverige 1992−1994)
- Fallet Ulf (Sverige)
- Kaj Linna (Sverige)